# Distrito electoral local 28 de la Ciudad de México
El XXVIII Distrito Electoral Local de Ciudad de México es uno de los 33 distritos electorales locales en los que se encuentra dividido el territorio de Ciudad de México. Su cabecera es la alcaldía Iztapalapa.

## Ubicación
Limita al norte con el distrito XXIV, al sur con el distrito XXXI, al este con el distrito XXI, todos ellos en Iztapalapa, al oeste con el distrito XXX de Coyoacán y suroeste con el distrito XXV de Xochimilco.

## Congreso de la Ciudad de México (desde 2018)
| Diputado             | Grupo parlamentario | Legislatura | Periodo |
| -------------------- | ------------------- | ----------- | ------- |
| Martha Ávila Ventura |                     | I II III    | 2018 -  |

## Resultados electorales

### 2021
|  | 45.9894 % |

|  | 21.8986 % |

|  | 12.2871 % |

|  | 3.6338 % |

|  | 0.8221 % |

|  | 1.6353 % |

|  | 0.5559 % |

|  | 3.0446 % |

|  | 1.2625 % |

|  | 1.7714 % |

|  | 0.1461 % |

|  | 3.5341 % |

|  | 100.00 % |